# Eric Gales
Eric Gales (también conocido como Raw Dawg) (29 de octubre de 1974, Memphis, Tennessee) es un guitarrista estadounidense de blues y rock. Gales ha grabado diez trabajos discográficos con grandes compañías y ha sido músico de sesión para otras bandas y artistas. También ha aportado la voz en los grupos de rap Prophet Posse y Three 6 Mafia, bajo el seudónimo de Lil E.

## Discografía
- 1991: The Eric Gales Band (Elektra Records)
- 1993: Picture of a Thousand Faces (Elektra Records)
- 1995: Lil E – Playa for Life (Blackout)
- 1996: The Gales Brothers: Left Hand Brand (House of Blues Records)
- 2001: That's What I Am (MCA Records)
- 2006: Crystal Vision (Shrapnel Records)
- 2007: The Psychedelic Underground (Shrapnel Records)
- 2008: The Story of My Life (Blues Bureau International)
- 2009: Layin' Down the Blues (Blues Bureau International)
- 2010: Relentless (Blues Bureau International)
- 2011: Transformation (Blues Bureau International)
- 2013: Pinnick Gales Pridgen, Pinnick Gales Pridgen (Magna Carta)
- 2013: Eric Gales Trio, Ghost Notes (Tone Center Records)
- 2014: Pinnick Gales Pridgen, PGP2 (Magna Carta)
- 2014: Good for Sumthin (Cleopatra Records)
- 2016: A Night on the Sunset Strip (Cleopatra Records)
- 2017: Middle Of The Road (Provogue/Mascot)
- 2019: The Bookends (Provogue/Mascot)
- 2022: Crown (Provogue/Mascot)